# دانيال سيرا
دانيال سيرا (بالإسبانية: Dani Serra)‏ هو مهندس معماري وسباح إسباني، ولد في 2 أبريل 1968 في برشلونة في إسبانيا.

## روابط خارجية
- دانيال سيرا على موقع الاتحاد الدولي للسباحة (الإنجليزية)
- دانيال سيرا على موقع أوليمبيديا (الإنجليزية)